# Hochwanner
Hochwanner är en bergstopp i Österrike.   Den ligger i distriktet Innsbruck-Land och förbundslandet Tyrolen, i den västra delen av landet, 400 km väster om huvudstaden Wien. Toppen på Hochwanner är 2 744 meter över havet, eller 705 meter över den omgivande terrängen. Bredden vid basen är 6,6 km.
Terrängen runt Hochwanner är huvudsakligen bergig, men åt sydost är den kuperad. Närmaste större samhälle är Telfs, 9,9 km söder om Hochwanner. 
Trakten runt Hochwanner består i huvudsak av gräsmarker. Runt Hochwanner är det ganska tätbefolkat, med 80 invånare per kvadratkilometer.

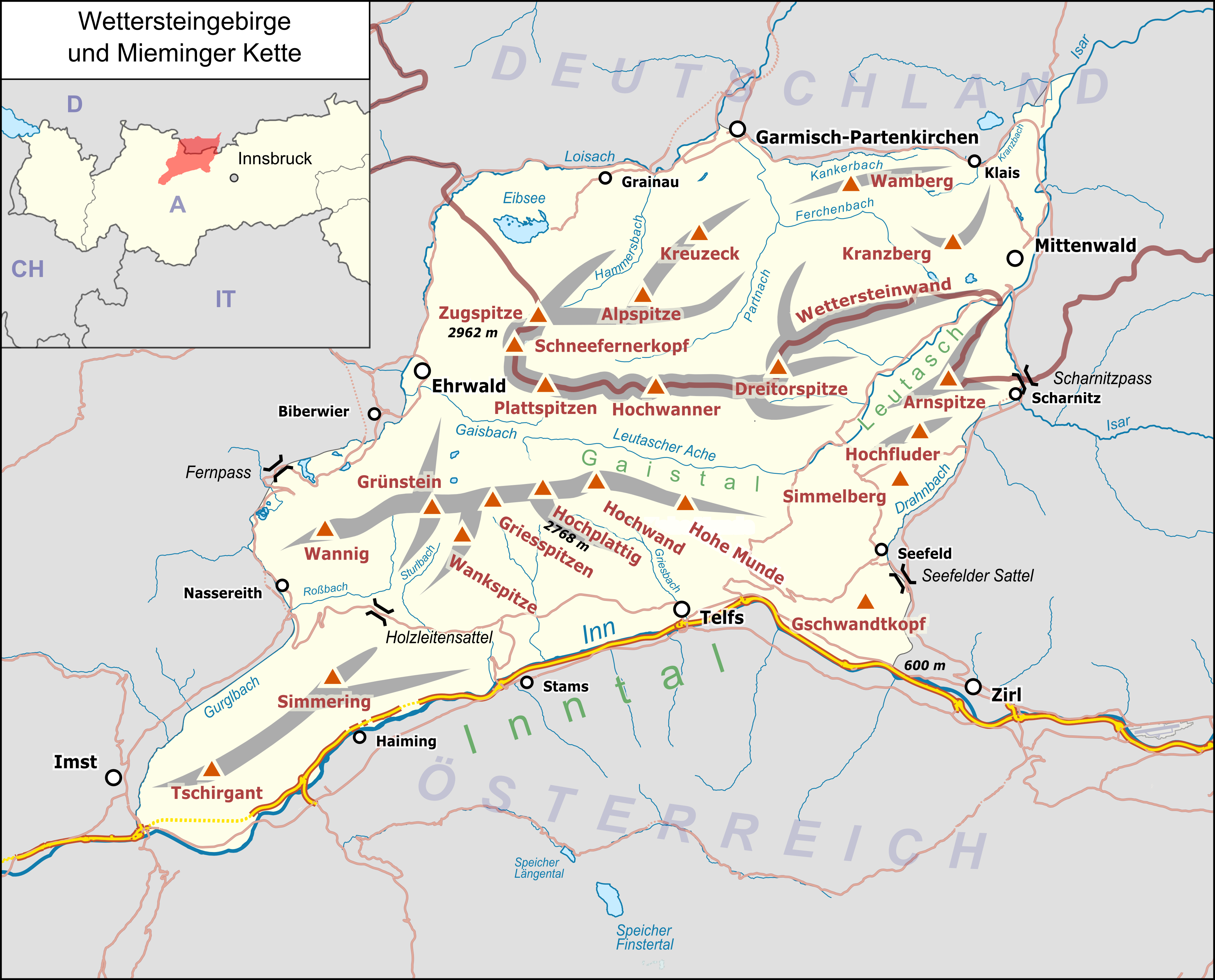
Karta
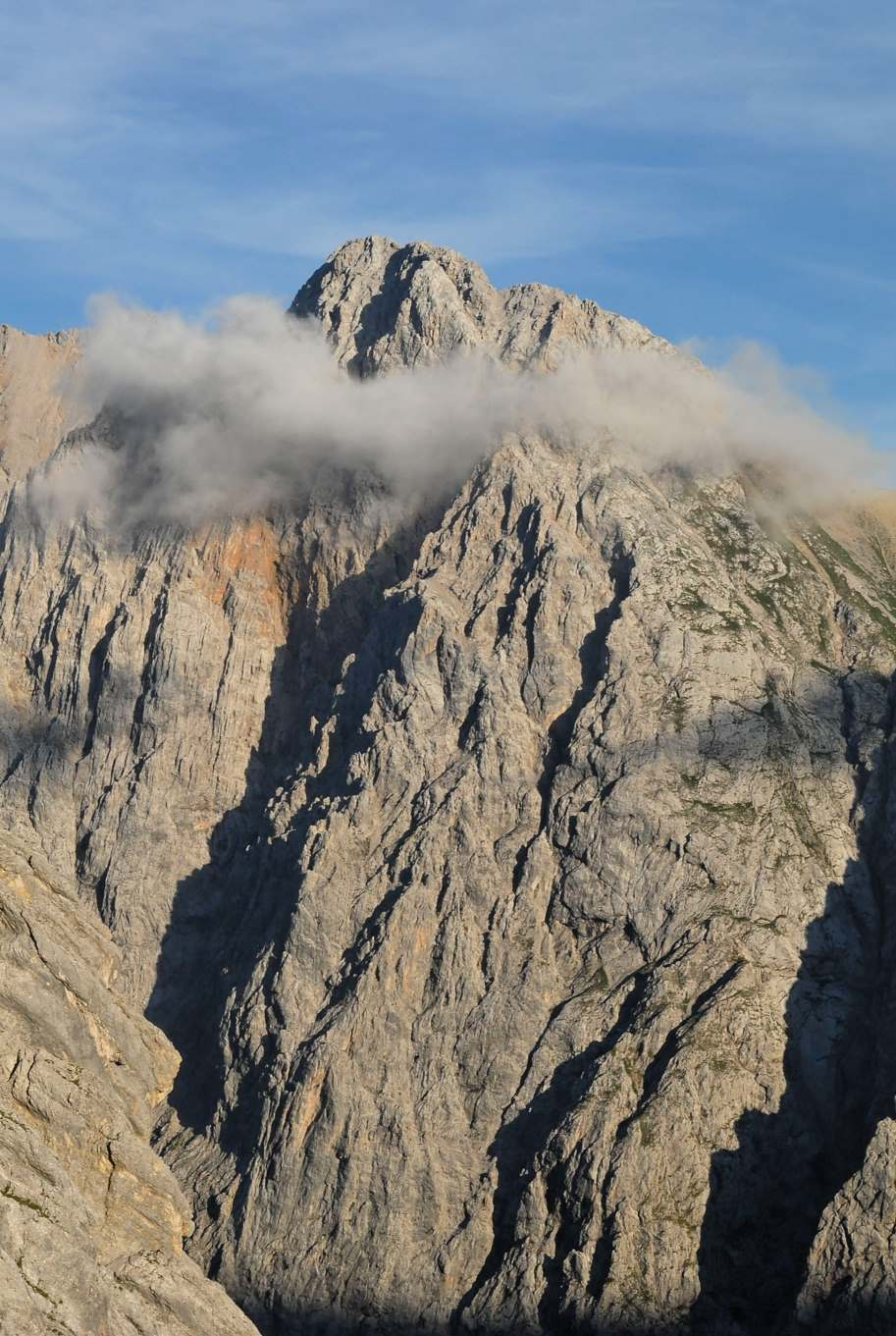
Hochwanners norra sida
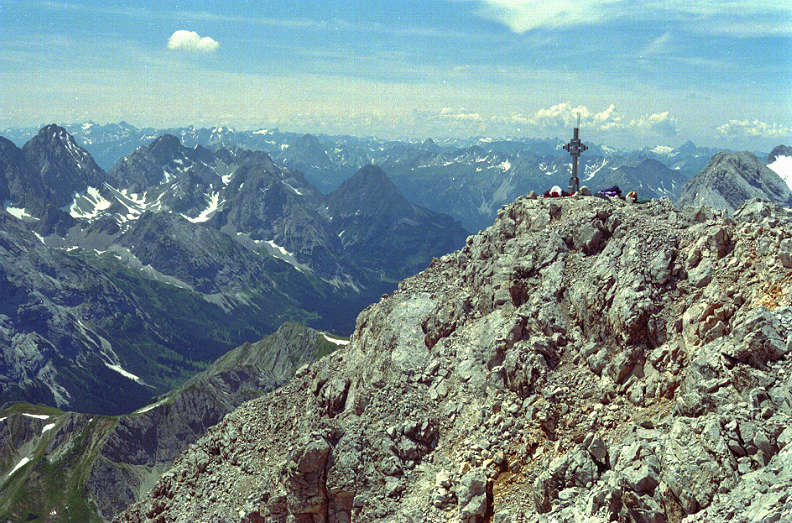
Högsta punkt